# Coppa Korać 1985-1986
La Coppa Korać 1985-1986 di pallacanestro maschile venne vinta dal Banco di Roma Virtus.

## Risultati

### Turno preliminare
| Team #1                  | Agg.      | Team #2                    | Andata  | Ritorno |
| ------------------------ | --------- | -------------------------- | ------- | ------- |
| Keravnos                 | 96 - 267  | Hapoel Tel Aviv            | 38-140  | 58-127  |
| Manchester Giants        | 172 - 207 | CAI Saragozza              | 83-90   | 89-117  |
| Virtus Werkendam         | 167 - 218 | Caja de Àlava Vitoria      | 73-88   | 94-130  |
| Monthey                  | 150 - 178 | ASVEL Lyon-Villeurbanne    | 74-83   | 76-95   |
| Solent Stars Southampton | 150 - 170 | Boule D'Or Andenne         | 68-77   | 82-93   |
| Levski Sofia             | 188 - 191 | PAOK Salonicco             | 105-87  | 83-104  |
| Īraklīs Salonicco        | 168 - 174 | Spartak Pleven             | 92-78   | 76-98   |
| Çukurova Sanayi          | 160 - 207 | Berloni Torino             | 86-93   | 74-114  |
| Eczacıbaşı               | 160 - 162 | Steiner Bayreuth           | 86-79   | 74-83   |
| UU-Korihait              | 196 - 201 | DTV Charlottenburg Berlino | 103-95  | 93-106  |
| AB Contern               | 143 - 209 | Partizan Belgrado          | 83-108  | 60-101  |
| ESM Challans             | 187 - 175 | Spirale Herstal Liegi      | 99-94   | 88-81   |
| AEK Atene                | 193 - 192 | Soproni                    | 105-107 | 88-85   |
| Tyrolie Wienerwald Wien  | 123 - 140 | SSV Hagen                  | 70-84   | 53-56   |
| Hapoel Holon             | 134 - 141 | Olympique d'Antibes        | 74-62   | 60-79   |
| Panionios Atene          | 148 - 128 | Hellas Gent                | 72-64   | 76-64   |
| APOEL Nicosia            | 156 - 313 | Zadar                      | 40-121  | 116-192 |
| Amicale                  | 108 - 212 | Cacaolat Granollers        | 59-105  | 49-107  |
| Regenerin Klagenfurt     | 141 - 234 | Maes Pils Mechelen         | 69-109  | 72-125  |

### Primo turno
| Team #1                    | Agg.      | Team #2                 | Andata | Ritorno |
| -------------------------- | --------- | ----------------------- | ------ | ------- |
| Hapoel Tel Aviv            | 197 - 193 | CAI Saragozza           | 104-89 | 93-104  |
| Caja de Àlava Vitoria      | 172 - 182 | ASVEL Lyon-Villeurbanne | 84-94  | 88-88   |
| Boule D'Or Andenne         | 157 - 188 | PAOK Salonicco          | 81-96  | 76-92   |
| Spartak Pleven             | 178 - 197 | Berloni Torino          | 90-96  | 88-101  |
| Steiner Bayreuth           | 148 - 173 | Mobilgirgi Juvecaserta  | 80-86  | 68-87   |
| DTV Charlottenburg Berlino | 168 - 223 | Partizan Belgrado       | 89-96  | 79-129  |
| ESM Challans               | 188 - 162 | AEK Atene               | 102-77 | 86-85   |
| SSV Hagen                  | 65 - 66   | Olympique d'Antibes     | 0-0    | 65-66   |
| Panionios Atene            | 151 - 189 | Zadar                   | 78-97  | 73-92   |
| Cacaolat Granollers        | 177 - 176 | Maes Pils Mechelen      | 94-91  | 83-85   |

### Quarti di finale
Varese, Banco Roma, Stella Rossa Belgrado, Zadar, Breogán e Pau-Orthez  ammesse direttamente al turno successivo.

#### Gruppo A
|    | Squadra                 | G | V | P | PF  | PS  | Dif | P.ti |
| -- | ----------------------- | - | - | - | --- | --- | --- | ---- |
| 1. | Varese                  | 6 | 4 | 2 | 517 | 472 | +45 | 10   |
| 2. | Stella Rossa Belgrado   | 6 | 4 | 2 | 584 | 549 | +35 | 10   |
| 3. | ASVEL Lyon-Villeurbanne | 6 | 4 | 2 | 541 | 522 | +19 | 10   |
| 4. | Breogán                 | 6 | 0 | 6 | 516 | 615 | -99 | 6    |

#### Gruppo B
|    | Squadra             | G | V | P | PF  | PS  | Dif | P.ti |
| -- | ------------------- | - | - | - | --- | --- | --- | ---- |
| 1. | Olympique d'Antibes | 6 | 4 | 2 | 513 | 478 | +35 | 10   |
| 2. | Berloni Torino      | 6 | 4 | 2 | 548 | 525 | +23 | 10   |
| 3. | Zadar               | 6 | 2 | 4 | 509 | 516 | -7  | 8    |
| 4. | PAOK Salonicco      | 6 | 2 | 4 | 484 | 535 | -51 | 8    |

#### Gruppo C
|    | Squadra         | G | V | P | PF  | PS  | Dif | P.ti |
| -- | --------------- | - | - | - | --- | --- | --- | ---- |
| 1. | Banco Roma      | 6 | 4 | 2 | 547 | 500 | +47 | 10   |
| 2. | Hapoel Tel Aviv | 6 | 4 | 2 | 531 | 546 | -15 | 10   |
| 3. | Bosna           | 6 | 3 | 3 | 581 | 584 | -3  | 9    |
| 4. | ESM Challans    | 6 | 1 | 5 | 514 | 543 | -29 | 7    |

#### Gruppo D
|    | Squadra                | G | V | P | PF  | PS  | Dif | P.ti |
| -- | ---------------------- | - | - | - | --- | --- | --- | ---- |
| 1. | Mobilgirgi Juvecaserta | 6 | 5 | 1 | 553 | 505 | +48 | 11   |
| 2. | Pau-Orthez             | 6 | 3 | 3 | 551 | 528 | +23 | 9    |
| 3. | Partizan Belgrado      | 6 | 3 | 3 | 578 | 594 | -16 | 9    |
| 4. | Cacaolat Granollers    | 6 | 1 | 5 | 517 | 572 | -55 | 7    |

### Semifinali
| Team #1             | Agg.      | Team #2                | Andata | Ritorno |
| ------------------- | --------- | ---------------------- | ------ | ------- |
| Varese              | 159 - 162 | Mobilgirgi Juvecaserta | 84-71  | 75-91   |
| Olympique d'Antibes | 144 - 161 | Banco Roma             | 69-78  | 75-83   |

### Finale
| Team #1    | Agg.      | Team #2                | Andata | Ritorno |
| ---------- | --------- | ---------------------- | ------ | ------- |
| Banco Roma | 157 - 150 | Mobilgirgi Juvecaserta | 84-78  | 73-72   |

| Coppa Korać 1985-1986 |
| --------------------- |
| Banco Roma 1º titolo  |

## Formazione vincitrice
| N° | Naz.                   | Ruolo | Sportivo            |  | Alt. |  |
| -- | ---------------------- | ----- | ------------------- |  | ---- |  |
| 4  | Italia (bandiera)      | P     | Massimo Bastianelli |  |      |  |
| 5  | Italia (bandiera)      | G     | Stefano Sbarra      |  |      |  |
| 7  | Italia (bandiera)      | C     | Franco Picozzi      |  |      |  |
| 8  | Stati Uniti (bandiera) | AG    | Bruce Flowers       |  |      |  |
| 9  | Canada (bandiera)      | AP    | Leo Rautins         |  |      |  |
| 10 | Italia (bandiera)      | G     | Enrico Gilardi      |  |      |  |
| 11 | Italia (bandiera)      | C     | Fulvio Polesello    |  |      |  |
| 12 | Italia (bandiera)      | A     | Claudio Brunetti    |  |      |  |
| 13 | Italia (bandiera)      | A     | Marco Solfrini      |  |      |  |
| 14 | Italia (bandiera)      | A     | Franco Rossi        |  |      |  |
| 15 | Italia (bandiera)      | C     | Fabrizio Valente    |  |      |  |
|    | Stati Uniti (bandiera) | GA    | Phil Melillo        |  |      |  |
|    | Italia (bandiera)      |       | Gianluca Duri       |  |      |  |
|    | Italia (bandiera)      | All.  | Mario De Sisti      |  |      |  |